# Aukusitino Manuohalalo
Aukusitino « Tino » Manuohalalo est un homme politique français de Nouvelle-Calédonie, d'origine futunienne. Il est né le 10 avril 1947 dans le village de Halalo du district coutumier de Mu'a (royaume d'Uvea, Wallis-et-Futuna), mais ses parents sont originaires du royaume de Sigave. Il meurt à Nouméa le 30 juillet 2016.

## Un Futunien immigré en Nouvelle-Calédonie
Aukusitino Manuohalalo arrive à Nouméa avec ses parents dans les années 1950, après un court passage aux Nouvelles-Hébrides (actuel Vanuatu). Ils font partie du nombre important de wallisiens et futuniens qui immigrent vers la Nouvelle-Calédonie durant le direct après-guerre et les années de « boom du nickel ». Son père est employé à la construction du barrage de Yaté dans le Sud en 1959, puis sur la mine de chrome de Tiébaghi dans le Nord. 
Il est scolarisé à l'école du Sacré-Cœur de Bourail, puis au Lycée technique de Nouméa. Sportif durant sa jeunesse, il remporte notamment la médaille de bronze avec l'équipe de volley-ball de Wallis-et-Futuna pour les IIe Jeux du Pacifique Sud qui se déroulent à Nouméa en 1966, puis la même récompense à ceux de 1979 (à Suva) mais cette fois-ci avec l'équipe néo-calédonienne de rugby. 
Après son service militaire en Métropole de 1967 à 1968, il fait son apprentissage en maçonnerie et réalise son tour de France du compagnonnage pendant trois ans en tant que membre de l'AOCDTF. De retour en Nouvelle-Calédonie en 1971, il exerce sa profession dans l'enseignement professionnel et devient professeur titulaire au lycée technique de la Pointe de l'Artillerie à Nouméa en 1983. Mais il s'engage surtout en politique à partir de cette époque, notamment pour défendre les intérêts de sa communauté. 

## Carrière politique pour la communauté polynésienne

### Du PNC à l'UO (1982-1992)
Tino Manuohalalo commence sa carrière politique au début des années 1980, alors que les tensions entre partisans et opposants à l'indépendance et entre Kanak et les autres communautés se font de plus en plus vives. Il participe ainsi à la création en 1982 du petit Parti national calédonien (PNC), mouvement se déclarant pour une indépendance pluriethnique associée à la France et mené par l'avocat caldoche (et ancienne figure du gaullisme local) Georges Chatenay. Lors du premier congrès de cette formation, organisé à Koné en juin 1982, Tino Manuohalalo en intègre le comité exécutif. Il est présent également sur la liste PNC aux élections municipales de 1983 contre celle du maire sortant Roger Laroque, figure du Rassemblement pour la Calédonie dans la République (RPCR) et du camp anti-indépendantiste. Cette liste n'obtient aucun siège, et Tino Manuohalalo n'est donc pas élu. 
Après la période des « Événements » (de 1984 à 1988), qui dégénèrent en conflits ouverts tant politiques que sociaux et ethniques, et la signature des accords de Matignon qui ramènent la paix civile en 1988, Aukusitino Manuohalalo aide une figure de sa communauté, Kalépo Muliava, à créer en mai 1989 l'Union océanienne (UO). Ce parti veut rapprocher les Wallisiens-et-Futuniens (jusqu'ici traditionnellement membres de l'électorat anti-indépendantiste du RPCR) des Kanak et se dit neutre sur la question de l'accès à la pleine souveraineté. Il est présent en 32e position (donc non éligible) sur la liste de ce mouvement aux élections provinciales du 11 juin 1989 dans le Sud : menée par Muliava, elle obtient 6,2 % des suffrages et 2 des 32 sièges à pourvoir. Il s'investit tout particulièrement à cette époque dans une action associative à Dumbéa dans le Grand Nouméa, aidant notamment les paroissiens à la construction de l’église St-Pierre-Chanel (patron de Wallis-et-Futuna) et l’agrandissement de celle du quartier d'Auteuil.        

### Membre fondateur du RDO (1992-1999)
Après la mort de son chef historique, Kalépo Muliava, en août 1989, l'UO se scinde bientôt en deux factions : l'une, emmenée par le vice-président Aloïsio Sako secondé par Tino Manuohalalo, souhaite que le parti prenne clairement position en faveur de l'indépendance, tandis que l'autre, dirigée par le nouveau président du mouvement Mikaele Hema, désire conserver sa tradition de neutralité en la matière. La division est consommée en avril 1992, les deux camps revendiquant pendant un temps le nom et la légitimité de l'Union océanienne tandis que deux candidatures rivales sont présentées aux élections législatives de 1993 dans chacune des circonscriptions. Les pro-indépendantistes (Paulo Vakalepu dans la 1re et Aloïsio Sako dans la 2e) totalisent 1 255 voix, contre 943 aux tenants de la position centriste (Aléfosio Lakina dans la 1re, avec Mikaele Hema comme candidat suppléant, et Anthony Wendt dans la 2e),.  
Le 12 février 1994, le groupe d'Aloïsio Sako fonde le Rassemblement démocratique océanien (RDO). Aukusitino Manuohalalo en devient le secrétaire général, et numéro deux. Pour les élections provinciales du 9 juillet 1995, ce nouveau mouvement s'associe au Front de libération nationale kanak et socialiste (FLNKS) tiré par l'Union calédonienne (UC) en Province Sud. Manuohalalo est ainsi en 3e place sur la liste menée par le grand-chef kanak de Saint-Louis et vice-président UC du Front indépendantiste, Rock Wamytan. Elle obtient 9,82 % des voix et 3 des 32 sièges à pourvoir au sein de l'Assemblée de Province : Tino Manuohalalo devient ainsi le premier élu du RDO au sein de cette institution et au Congrès du Territoire,. Le 12 janvier 1996, le RDO devient officiellement la quatrième composante du FLNKS désormais présidé (depuis décembre 1995) par Rock Wamytan, aux côtés de l'UC de François Burck, du Parti de libération kanake (Palika) de Paul Néaoutyine et de l'Union progressiste en Mélanésie (UPM) d'André Gopoea.   
Durant la mandature allant de 1995 à 1999, il travaille tout particulièrement sur les questions touchant à l'emploi, à la formation professionnelle et aux affaires sociales. Il préside ainsi la commission du travail et de la formation professionnelle du Congrès pendant cette période. Il est également membre titulaire du Comité territorial de la formation professionnelle, de la promotion sociale et de l'emploi (CTFPPSE) et des conseils d'administration de l'Agence pour l'emploi (APE) et de l'Établissement territorial de formation professionnelle des adultes (ETFPA). Il est également questeur au sein du bureau du Congrès, membre de sa commission permanente, de sa commission interne chargée de la protection sociale et de la santé et de sa commission spéciale sur l'équilibre des comptes de la CAFAT et la mise en place de la couverture sociale unifiée (CSU).

### Membre du gouvernement (1999-2002)
Aux élections provinciales du 9 mai 1999, qui font suite à l'adoption d'un nouveau statut de forte autonomie liée à la signature de l'accord de Nouméa en 1998, Tino Manuohalalo se retrouve en 9e place sur la liste FLNKS menée une nouvelle fois par Rock Wamytan en Province Sud. Celle-ci gagne 6 des 40 sièges de l'Assemblée provinciale, dont 5 des 32 que celle-ci envoie également au Congrès de la Nouvelle-Calédonie. Manuohalalo laisse donc sa place de représentant du RDO dans ces deux institutions à Aloïsio Sako, qui était en 4e place sur la liste. En échange de la perte de son mandat dans les assemblées locales, il obtient d'être le 4e candidat de la liste unitaire présentée par le FLNKS, et elle aussi dirigée par Wamytan, pour l'élection du gouvernement collégial local par le Congrès : elle obtient 4 postes sur 11, contre 7 à l'alliance entre le RPCR et le petit parti indépendantiste modéré de la Fédération des comités de coordination indépendantistes (FCCI). 
Au sein de ce nouvel exécutif, présidé par le maire RPCR de Nouméa Jean Lèques, Tino Manuohalalo obtient le 7 juin 1999 la charge d'« animer et de contrôler » le secteur de la protection sociale et de la santé. Réélu (en 3e place sur la liste FLNKS de Rock Wamytan) le 3 avril 2001 au sein du 2e gouvernement néo-calédonien, désormais présidé par le député RPCR Pierre Frogier, il conserve le même portefeuille. Néanmoins, son élection est invalidée par le Conseil d'État le 1er octobre 2001, au profit du 8e candidat de la liste RPCR-FCCI, Raphaël Mapou, et cette décision lui est notifiée le 16 octobre. Néanmoins, Rock Wamytan, de plus en plus critique à l'égard de la majorité en place, démissionne dès le 31 octobre suivant, permettant ainsi à Manuohalalo de retrouver sa place au gouvernement. Il y reste jusqu'à la chute de ce dernier, à la suite de la démission en bloc le 13 novembre 2002 des membres présentées par le groupe UC séparément du FLNKS en 2001. Durant cette période, il n'en abandonne pas pour autant ses participations électorales. Il est en effet présent, pour les élections municipales de mars 2001 à Nouméa, à titre symbolique et de soutien, en 48e et avant-dernière place de la liste « Alternative citoyenne ». Celle-ci, formée par le FLNKS, est menée par un autre membre du gouvernement, Gérald Cortot (UC), et est ouverte au petit mouvement « accordiste » (neutre sur la question de l'indépendance mais voulant avant tout appliquer l'accord de Nouméa à la lettre) « Calédonie mon pays » du conseiller municipal sortant Jean-Raymond Postic ainsi qu'à la société civile. Elle obtient 7,6 % des suffrages lors du premier et unique tour ainsi que 2 élus (Cortot et Postic) sur 49. Ensuite, pour les élections législatives de juin 2002, Manuohalalo est le candidat suppléant de Wassissi Konyi (Palika) dans la 1re circonscription (l'UC a décidé de boycotter ce scrutin malgré la présence d'indépendantistes) : ils obtiennent 9,8 % des suffrages au 1er tour, et la quatrième place, derrière le sortant et chef historique du RPCR Jacques Lafleur, son principal adversaire au sein de la famille anti-indépendantiste à l'époque Didier Leroux et le candidat du FN Bernard Herpin.    
En tant que membre chargé de la protection sociale et de la santé, Tino Manuohalalo travaille tout particulièrement avec son collègue du travail, de la formation professionnelle et de la fonction publique Philippe Gomès (maire RPCR de La Foa). Ils sont ainsi les deux principaux négociateurs avec les syndicats des modalités du « Pacte social » finalement signé le 20 octobre 2000 afin de définir la politique de relations entre les partenaires sociaux en Nouvelle-Calédonie (règles de représentation des salariés et le dialogue social), d'aides sociales (hausse du SMG de 78 000 à 100 000 F CFP, soit 838 euros, d'ici 2003 mais aussi baisse des cotisations patronales, redéfinition des conditions d'accès au logement social ou la création d'une couverture sociale unifiée) et de l'emploi (par la baisse des cotisations patronales tout en s'engageant à légiférer sur la protection de l'emploi local). Sa signature de ce pacte lui est tout particulièrement reprochée par l'Union syndicale des travailleurs kanaks et des exploités (USTKE, syndicat indépendantiste opposé à ce pacte social), qui lui reproche que : « De la déclaration de politique générale à la signature du pacte, Manuohalalo et le membre Palika de la commission du travail Charles Washetine n'ont jamais appelé l'USTKE pour mettre en place une concertation ». Par la suite, il critique fortement avec les autres membres FLNKS du gouvernement le fait que Jacques Lafleur intervienne en personne pour accorder l'augmentation immédiate du SMG à 100 000 F CFP le lendemain du saccage par des manifestants d'un rond-point à Nouméa le 16 novembre 2000, passant outre au calendrier établi par le pacte social,. La lettre ouverte du 23 novembre 2000 à Jean Lèques des représentants du Front au sein de l'exécutif parle ainsi de « désaveu public infligé aux élus politiques qui se sont complètement impliqués dans les difficiles négociations du pacte social, dont notamment l'un des présents signataires, M. Tino Manuohalalo » et, sans s'opposer au passage du SMG à 100 000 Francs pacifique qu'il soutient au contraire, regrette que « la mascarade intervenue encourage et donne donc parfaitement raison à certains partenaires sociaux, partisans du rapport de force, alors que l'esprit du pacte social reposait au contraire sur le principe estimable du dialogue et de la négociation ».   
Tino Manuohalalo est d'autre part l'un des artisans de l'élaboration de plusieurs lois du pays : celle du 19 octobre 1999 relative au dispositif conventionnel entre certains professionnels de santé et les organismes de protection sociale de la Nouvelle-Calédonie, renouvelée par celle du 7 novembre 2001 ; celle du 13 décembre 2001 instituant une taxe sur les alcools et les tabacs en faveur du secteur sanitaire et social, complétée par la loi du 31 décembre 2001 instituant une taxe de solidarité sur les services affectée à la CAFAT au titre du financement de la protection sociale. Mais il travaille surtout après la signature du pacte social, aux côtés de Marie-Noëlle Thémereau, à la mise en place difficile du Régime unifié d'assurance maladie-maternité (RUAMM), nouveau nom donné à la Couverture sociale unifiée (CSU), visant à assurer une protection sociale à tous les Néo-Calédoniens et à maîtriser le déficit de la CAFAT qui a atteint 4 milliards de francs CFP (33,52 millions d'euros) en 2001. Le projet de loi de pays relative à la Sécurité sociale en Nouvelle-Calédonie est présenté en décembre 2001 et devient la loi du pays n°2001-016 du 11 janvier 2002, entrée en vigueur le 1er avril 2002, le RUAMM devant être mis en place au plus tard au 1er juillet suivant,. 
Ce système prévoit que, désormais, toute la population calédonienne doit être assurée et cela au sein d’un seul et même régime pour toutes les catégories socioprofessionnelles : en échange d'un remboursement des soins, légers ou graves, tous doivent désormais cotiser (seuls les bénéficiaires de l’aide médicale n'en font pas partie, du moins dans un premier temps), ce qui n’était pas le cas avant la réforme. Auparavant, les salariés et retraités étaient pris en charge par la CAFAT, les fonctionnaires d’État et territoriaux dépendaient de la Mutuelle des fonctionnaires pour la couverture primaire des petits risques et de leurs employeurs pour les évacuations sanitaires et les hospitalisations. Quant aux indépendants, ils n’avaient pas d’obligation mais pouvaient souscrire à un régime d’assurance volontaire. Le financement de ce nouveau système s'appuie sur la cotisation des adhérents avec l'arrivée des indépendants et des fonctionnaires qui devrait rapporter au minimum 2 milliards de francs CFP (16,76 millions d'euros) supplémentaires et le relèvement du plafond de la CAFAT (montant du salaire à partir duquel les cotisations n'augmentent plus) de 315 000 à 378 000 F CFP (3 167,64 €) mensuels, ainsi que sur le fruit de la TSS (estimé à 3,4 milliards de F CFP, soit 27,482 millions d'euros, par an). 
Ce projet entraîne une vive opposition des fonctionnaires territoriaux et d'État car, selon eux, il consiste « à faire financer le trou de la couverture sociale » par ces derniers qui « apporteront en effet 2,3 milliards de francs [pacifiques, soit 19,274 millions d'euros] par an alors que, dans le même temps, d’autres catégories socio-professionnelles, comme les indépendants ou les agriculteurs, jouent la carte du corporatisme pour ne pas payer ». La Fédération syndicale unitaire (FSU) de Nouvelle-Calédonie est le principal organisateur des grèves dans les établissements scolaires et de manifestations dès juin 2002, appelant à une révision de la réforme et au maintien d’une affiliation à la Sécurité sociale métropolitaine pour les cadres d’État et le libre choix de la mutuelle pour les fonctionnaires territoriaux au lieu de la seule Mutuelle des fonctionnaires imposée,,. Ils sont bientôt rejoints par les travailleurs indépendants de l'Union des travailleurs indépendants de Nouvelle-Calédonie (UTINC) et de la Fédération des  petites et moyennes entreprises (FPME). Le report au 1er novembre 2002, décidé à la mi-juillet par l'État, de l’examen de l’accord de coordination entre la CAFAT et la Sécurité sociale métropolitaine par le Conseil supérieur de la fonction publique est récupéré par les opposants au dispositif qui estiment qu'il repousse d'autant la possibilité d'intégrer les fonctionnaires d'État au RUAMM, ce que le gouvernement local dément puisqu'une loi votée en mars par le Parlement français rend possible cette affiliation,. 
Le Congrès vote d'ailleurs le 17 juillet 2002 une modification de la loi du pays de janvier en ajoutant les « magistrats de l’ordre judiciaire, les fonctionnaires civils de l’État, les militaires, les ouvriers de l’État et les fonctionnaires relevant des fonctions publiques territoriales et hospitalières » à la liste des affiliés du régime unifié. Pour rassurer les mécontents, il entérine dans le même temps deux amendements au texte, « sans que soient remis en cause les grands principes qui le fondent », l'un de portée limitée puisqu’il concerne les 200 « militaires » que sont les stagiaires du SMA (qui sont tenus au RUAMM même s’ils ne perçoivent que 39 000 F CFP, ou 326,82 euros) par mois) avec une prise en charge par le Territoire de leurs cotisations (comme pour les apprentis), l'autre, plus important, en faveur des retraités, afin de leur « simplifier la vie administrative », qui prévoit que leur cotisation de 1,5 % ne sera plus prélevée sur la totalité de leurs revenus, mais sur le montant de leur pension, à la source, tout en restant assujettis à la double cotisation s’ils sont à la fois retraités et travailleurs indépendants. 
D'autres propositions sont avancées par l'État et le gouvernement de la Nouvelle-Calédonie en novembre 2002 pour débloquer la situation (création d'un médecin conseil auprès du Haut-commissaire pour donner son avis sur le principe d’une évacuation sanitaire pour les fonctionnaires d'État ainsi que sur le choix de la destination, beaucoup souhaitant être évacués auprès de leur famille en métropole plutôt qu'en Australie, seule destination proposée jusqu'alors ; intervention de l'État auprès des mutuelles métropolitaines afin que le gouvernement calédonien et la CAFAT puissent conclure des accords et pour tenter d’obtenir des tarifs de cotisation spécifiques aux enseignants du cadre territorial qui souhaitent rester affiliés à la MGEN ; étude d’une amélioration des remboursements pour les petits risques ; participation des fonctionnaires d'État à la Commission de contrôle de la CAFAT, et peut-être à terme à son conseil d'administration, ainsi qu’aux deux instances en cours de création à l'époque que sont la Commission des comptes de la santé et l’Observatoire des conjonctures du RUAMM ; étude de la possibilité d'un remboursement à 100 % dès le premier jour d’hospitalisation ; étude de l'obtention d'une Carte Vitale pour les soins en Métropole), ce à quoi la FSU répond favorablement en levant un préavis de grève qu'elle avait prévu de lancer au commencement des épreuves du baccalauréat.

### Départ du RDO et fondation du MCC (2002-2009)
Lors de la formation du 3e gouvernement issu de l'accord de Nouméa le 28 novembre 2002, Tino Manuohalalo est écarté de la liste FLNKS pour la formation de l'exécutif, les dirigeants indépendantistes lui reprochant d'être « trop proche du Rassemblement », mettant en cause le fait que certains de ses collaborateurs aient emménagé dans le nouveau siège du gouvernement construit en face de l'Hôtel de la Province Sud, bravant ainsi le mot d'ordre du FLNKS qui avait appelé à boycotter ce qu'il appelait alors « l'annexe de la Province Sud ». 
Pour protester contre son éviction, Tino Manuohalalo décide de démissionner du RDO et du FLNKS le 9 décembre 2002. Il fonde finalement son propre parti, le Mouvement des citoyens calédoniens (MCC), le 12 avril 2003 : bien que ne se voulant pas « ethnique » et appelant à se concentrer sur la construction d'une « citoyenneté calédonienne », il est alors essentiellement composé par des membres de la communauté wallisienne et futunienne. Appelant à créer une troisième voie entre indépendance et maintien dans la République, il soutient l'idée d'une « large autonomie » dans laquelle les compétences rétrocédées par l’État seraient correctement assumées, et critique fortement le FLNKS qui, selon lui, « se bat pour que les Kanaks restent au centre du dispositif en restreignant au maximum la citoyenneté des autres », ainsi que le RDO, « totalement inféodé » au front indépendantiste selon lui. Bien qu'initialement indépendantiste, devenu désormais autonomiste, et situé à la gauche de l'échiquier politique néo-calédonien, il se rapproche de la droite par son opposition au FLNKS et son engagement dans la crise de Saint-Louis (où des problèmes fonciers ont abouti à des affrontements violents entre les Kanak de la tribu et les résidents wallisiens et futuniens du lotissement voisin de l'Ave Maria). Il fait notamment partie du comité de soutien à la libération de Laurent Vili, un Wallisien de l'Ave Maria accusé d'être l'assassin du kanak Jean-Marie Goyeta mais qui a toujours clamé son innocence et est devenu le symbole de la communauté polynésienne de Saint-Louis (Laurent Vili a totalement été blanchi aujourd'hui de toute responsabilité dans la mort de Jean-Marie Goyeta).   
Manuohalalo monte ainsi avec son nouveau parti sa propre liste pour les élections provinciales du 9 mai 2004 dans le Sud. Son programme est surtout axé sur la formation des jeunes et l'amélioration de l'insertion des Wallisiens et Futuniens dans le tissu économique et social local ainsi que dans la citoyenneté calédonienne. Il affirme également que, s'il obtenait des élus, il travaillerait à l'Assemblée de Province avec une majorité dominée par le Rassemblement-UMP (nouveau nom pris par le RPCR pour bien marquer son lien avec l'UMP nationale). Pour ce qui est du corps électoral, il souhaite définir la notion de « citoyen calédonien » avant toute chose et, pour trouver un compromis entre le corps glissant voulu par les loyalistes et le corps figé défendu par les indépendantistes, il propose un compromis basé sur la distinction du référendum d'autodétermination et des élections provinciales. Pour le FLNKS, le MCC de Manuohalalo n'est qu'une « créature » du Rassemblement-UMP créé pour déstabiliser le RDO, à l'instar de la FCCI que le front indépendantiste a toujours considéré comme un strapontin du principal parti loyaliste né pour concurrencer l'Union calédonienne et le Palika. Quoi qu'il en soit, Manuohalalo souffre de la présence de plusieurs autres listes susceptibles de capter l'électorat wallisien et futunien : outre les grandes listes loyalistes (le Rassemblement-UMP ou son principal concurrent qui constitue pour la première fois un rival sérieux, l'Avenir ensemble) ou indépendantistes (celle UNI du maire Palika de Yaté Adolphe Digoué, via le RDO), sont également présents deux autres petites formations strictement polynésiennes avec l'UO de Soana Simutoga et le Rassemblement océanien dans la Calédonie (ROC) de Mikaële Tuifua. Finalement, le MCC devance ces deux dernières, et de loin, avec 2,08 % des suffrages exprimés, mais elle n'arrive qu'en 8e position et n'obtient aucun élu. Manuohalalo déclare à l'égard de ce résultat : « Nous sommes déçus de ne pas avoir atteint les 5 % mais c’est le jeu de la démocratie. Aujourd'hui, nous avons une référence et nous savons combien nous pesons. Maintenant, nous devons continuer à travailler pour faire fructifier cet acquis. Même si l’on sentait un mécontentement sur le terrain, je dois avouer que je suis surpris que l’Avenir ensemble soit passé devant le Rassemblement. Et je m’inquiète de l’absence des indépendantistes en province sud, bien qu’ils se soient divisés. Nous ressentons la même frustration car ni les indépendantistes, ni les communautés wallisiennes n’auront de légitimité ».   
Se faisant plus discret sur la scène publique par la suite, il continue toutefois à prendre position sur certains des grands débats d'actualité. Il soutient la présence de questions ethniques pour le recensement de la population en 2004 (précisant à ce sujet que « chaque communauté souhaite connaître sa représentativité numérique afin de mieux évaluer sa place dans les domaines économique, social et culturel, pour préparer plus efficacement sa contribution à la construction de ce destin commun »), et s'oppose au gel du corps électoral. À ce sujet, à la suite de l'annonce en Comité des signataires en janvier 2005 d'un projet de loi constitutionnel allant dans le sens du gel (finalement voté par le Parlement réuni en Congrès en février 2007), Tino Manuohalalo affirme que : « Le MCC condamne vivement la position partisane de l’État : en tant qu’arbitre et partenaire, il doit sauvegarder la justice et la neutralité absolue en proposant une solution alternative qui prend en compte les deux options contradictoires du Rassemblement et du FLNKS. En fait, l’État donne raison aux trois partis indépendantistes, qui ont su se rassembler sur l’essentiel malgré les dissensions internes alors que les anti-indépendantistes sont complètement désolidarisés et n’ont opposé qu’une timide résistance. Ces mesures discriminatoires vont pourtant exclure une grande partie de la population calédonienne. Les personnes arrivées après 1998, qui ont choisi d’investir sur le territoire, seront des citoyens de seconde zone. Ils auront participé à la construction du pays mais ne pourront pas être des citoyens calédoniens, ce n’est pas normal. Nous proposons que, pour la consultation de sortie de l’Accord de Nouméa en 2018, seules les personnes qui pourront justifier de vingt années de résidence, s’exprimeront. En revanche, le corps électoral glissant doit continuer à s’exercer pour les élections provinciales. Chacun pourrait donc s’y retrouver ». 
Sur le plan du positionnement politique, si Manuohalalo semble s'inscrire dans un premier temps dans une logique de rassemblement des partis wallisiens et futuniens avec notamment la création en avril 2005 du MUR reprenant les initiales du MCC, de l'UO et du ROC, il se rapproche en fait de plus en plus du Rassemblement-UMP désormais présidé par Pierre Frogier. Il soutient en effet le candidat de ce parti, Gaël Yanno (qui est élu au 2e tour) dans la 1re circonscription aux élections législatives de juin 2007. Pour les élections municipales de mars 2008, le MCC fait partie des listes du Rassemblement-UMP à Nouméa (pour une élue : Maguy Katéa, qui siège au sein de la majorité de Jean Lèques), à Dumbéa (où la liste Rassemblement de Georges Naturel remporte cette commune jusqu'ici dirigée par le membre fondateur de l'Avenir ensemble Bernard Marant, avec un élu pour le MCC : Amasio Tautuu) et à Païta. Finalement, pour les élections provinciales du 10 mai 2009, Tino Manuohalalo est présent en 19e position sur la liste Rassemblement-UMP tirée par Pierre Frogier en Province Sud, tandis qu'une autre membre de son parti, Sylviane Polutele, est en 32e place. Il justifie cette alliance en ces termes : « c’est en conscience et sur une convergence de valeurs, que le MCC a décidé de s’engager avec le Rassemblement-UMP, pour réaffirmer la volonté de la majorité des hommes et des femmes de ce pays, à rester dans les voies de l'identité calédonienne dans la France, dans le cadre d'une communauté française du Pacifique, qui garantirait constitutionnellement l'union de la Nouvelle-Calédonie avec la France, dans le respect de sa diversité et de sa personnalité ». En contrepartie, il demande la remise à l'ordre du jour de l'accord passé en 2003 entre l'État, la Nouvelle-Calédonie et Wallis-et-Futuna pour le développement de cet archipel : « Ce document, qui était prévu par l'accord de Nouméa, n'a jamais été mis en œuvre. Nous proposons de le réactiver si le Rassemblement obtient la majorité aux provinciales », parce que selon lui il prévoit des « mesures nécessaires au développement économique, social et culturel de Wallis-et-Futuna ». De plus, il demande une reconnaissance des autorités coutumières wallisiennes et futuniennes en Nouvelle-Calédonie. Cette liste arrive en tête du scrutin, avec 28,54 % des suffrages et 15 sièges sur 40 à l'Assemblée provinciale (dont 12 sur les 32 envoyés au Congrès), mais cela ne permet pas à Manuohalalo de faire son retour dans les institutions.

### Mise en retrait (2009-2016)
Par la suite, Manuohalalo reste proche de Pierre Frogier et le MCC devient un microparti lié au Rassemblement-UMP. En retrait, il apporte son soutien à la liste du Front pour l'unité, coalition formée autour du Rassemblement pour les élections provinciales du 11 mai 2014 et menée par Cynthia Ligeard dans le Sud.
Il décède à Nouméa des suites d'un cancer le 30 juillet 2016.